# RS Волопаса
RS Волопаса (лат. RS Boötis) — двойная звезда в созвездии Волопаса на расстоянии приблизительно 2394 световых лет (около 734 парсеков) от Солнца. Видимая звёздная величина звезды — от +10,88m до +9,63m.

## Характеристики
Первый компонент — жёлто-белая пульсирующая переменная звезда типа RR Лиры (RRAB) спектрального класса F0, или A7-F5, или A5, или A3-F5. Масса — около 2,143 солнечных, радиус — около 3,64 солнечных, светимость — около 24,227 солнечных. Эффективная температура — около 6271 K.
Второй компонент — коричневый карлик. Масса — около 29,32 юпитерианских. Удалён на 1,928 а.е..